# موتور امام بخش (دومک)
موتور امام بخش روستایی در دهستان دومک بخش نصرت‌آباد شهرستان زاهدان استان سیستان و بلوچستان ایران است.

## جمعیت
بر پایه سرشماری عمومی نفوس و مسکن در سال ۱۳۹۵ جمعیت این روستا ۲۱ نفر (۴خانوار) بوده‌است.